# Onthophagus tarandus
Onthophagus tarandus là một loài bọ cánh cứng trong họ Bọ hung (Scarabaeidae).